# James Kirkland
Pour les articles homonymes, voir Kirkland.
James Kirkland est un boxeur américain né le 19 mars 1984 à Austin, Texas.

## Carrière
Passé professionnel en 2001, il devient champion d'Amérique du Nord des super-welters NABO le 17 mai 2008 en battant au 1er round son compatriote Eromosele Albert. Il est en revanche battu à la surprise générale par le japonais Nobuhiro Ishida le 9 avril 2011. Kirkland perd également contre Saúl Álvarez le 9 mai 2015 par KO au 3e round.

## Référence
1. ↑  (en) James Kirkland vs. Eromosele Albert (boxrec.com)